# Пам'ятник Йогану Зегу
Па́м'ятник Йога́ну Зе́гу у Бориславі — пам'ятник винахіднику гасової лампи, автору технології рафінування і переробки нафти та першому аптекару міста, який відкрили 9 грудня в центрі міста біля аптеки, де працював Зег.Його спорудили в межах реалізації проекту «Нафтова колиска Європи: забута історія України та Польщі» за програмою транскордонного співробітництва Україна-Польща-Білорусь.

## Історія проєкту
Пам'ятник було встановлено в рамках проєкту «Oil cradle of Europe: the forgotten history of Poland and Ukraine» «Нафтова колиска Європи: забута історія України та Польщі» за програмою транскордонного співробітництва Україна-Польща-Білорусь.

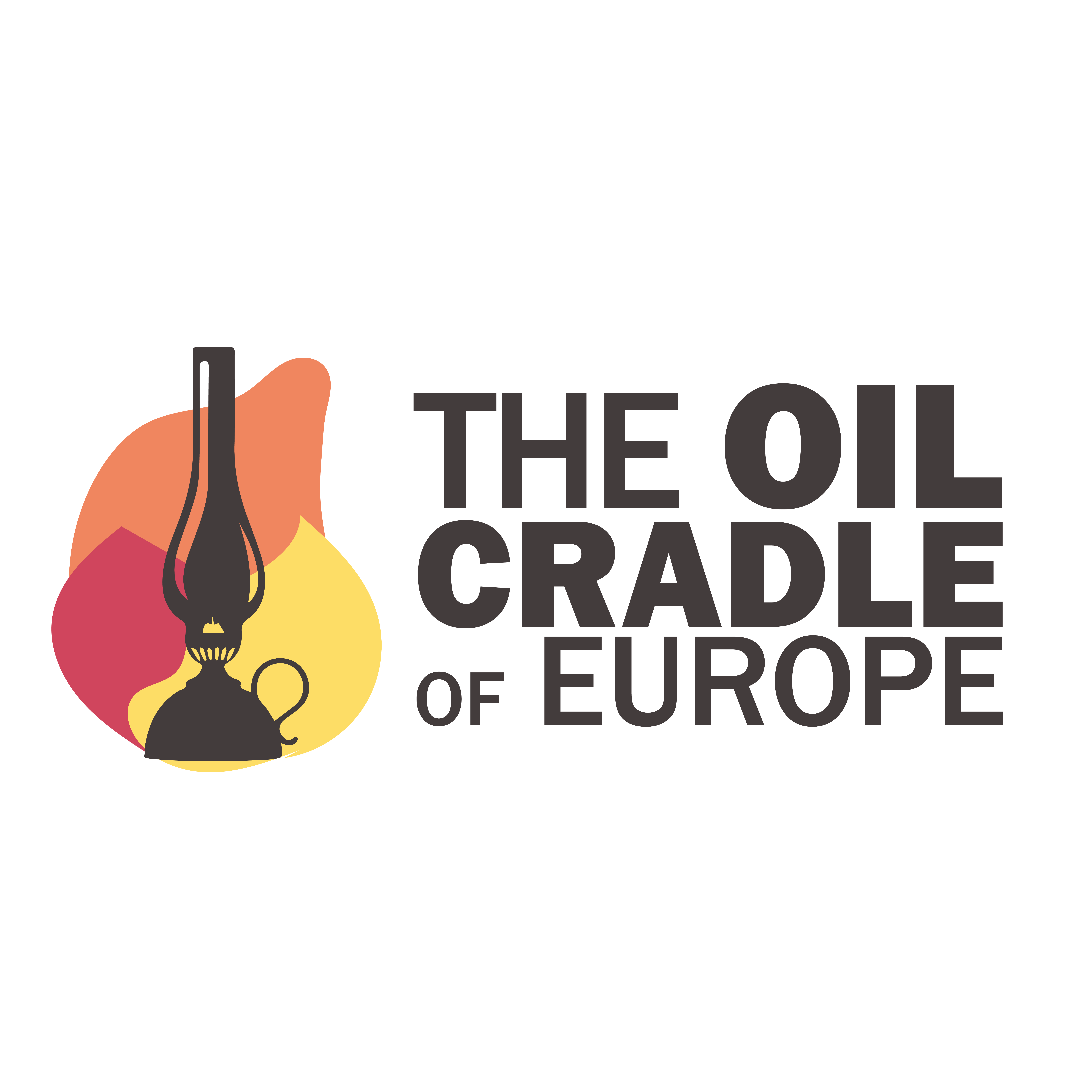
Логотип проєкту

має на меті привернути увагу колишніх місць видобутку нафти (Борислав та Санок) через створення впізнаваного туристичного бренду та нових туристичних продуктів на основі їхнього минулого. На основі досліджень архівних матеріалів створять альбом про історію нафтової промисловості в двох містах, карти із позначенням місць, пов'язаних з нафтовою промисловістю, та спільний вебсайт з електронним каталогом
Партнером Борислава у проекті є гміна Санок (Польща). В якому було встановлено пам'ятник співвинахіднику гасової лампи Ігнацію Лукасевичу, відкритий 16 грудня 2021 року у школі Страхоцина (Польща).

## Довідка про Йогана Зега
Йоган (Ян) Зег — львівський фармацевт, аптекар, піонер (винахідник) промислової нафтопереробки в Україні (Галичині) та світі 1853 р. Народився 2 вересня 1817 року в м. Ланьцуті (сучасна Польща). Навчався у Дрогобицькій та Самбірській гімназії, пізніше вивчав фармацію у Віденському університеті. Із 1848 року Ян Зег почав працювати у львівській аптеці Міколяша «Під золотою зіркою», яка на той час була найбільшою у Галичині. Тут він провів дестиляцію нафти. У бляшаній лампі, яка була виготовлена львівським бляхарем Адамом Братковським, вперше публічно «засвітився» одержаний нафтопродукт, який стали застосовувати для освітлення. Пізніше переїхав до Борислава, де 21 серпня 1875 року Зег одержав концесію на створення в місті першої аптеки на вул. Панській (сучасна вул. Шевченка, 12), яку відкрив у березні 1876 року під назвою «Зірка».  Тут він вдруге одружується (його перша дружина трагічно загинула під час пожежі в аптеці винахідника у Львові), з Марією (третя сестра з Облочинських). В подружжя народилося двоє дочок.
До останніх своїх днів Йоган Зег був власником аптеки у Бориславі. Він та його родина була в дружніх стосунках з письменником Стефаном Ковалівим. Дружина та дочка Зега були хресними матерями двох дітей С. Коваліва.
Після короткочасної хвороби Ян Зег помирає 25 січня 1897 року у Бориславі, і похований на колишньому старому цвинтарі, що на розі сучасних вулиць Володимира Великого і Героїв ОУН-УПА. Конкретне місце поховання наразі невідоме. На території цвитара втановлений католицький лапідаріум.